# Uiraúna
Uiraúna là một đô thị thuộc bang Paraíba, Brasil. Đô thị này có diện tích 294,495 km², dân số năm 2007 là 14454 người, mật độ 49,1 người/km².